# 坂上庸介
坂上 庸介（さかのうえ ようすけ、サカノウエヨースケ、1981年3月16日 - ）は、日本のシンガーソングライター、俳優。兵庫県神戸市西区出身。

## 来歴
1996年、アマチュアバンド「MIS HEAVEN」ボーカルとしてすっぽんファミリーの一員として所属・活動。
2000年に浅倉大介プロデュースで「サカノウエヨースケ」としてアンティノスレコードからメジャー・デビュー。その後、2003年に活動名義を本名の坂上庸介に改める。
2004年に6人組バンドSPIRAL SPIDERSを結成、「YOSK」名義で活動。2008年1月5日のワンマンをもって第一期 SPIRAL SPIDERS 無期限活動休止。
2009年スプレーを使ったステンシルアートやコラージュ作品による個展『that's the way it goes on』を7月24日〜26日までMONKEY GALLERYにて開催。
2010年、ステンシルアートなどのグラフィティ活動、表参道ヒルズ内にあるファッションブランド「イリアンローヴ」でのディスプレイプロデュース等、2年間の充電期間を経て音楽活動を再開。
2011年6月3日にサカノウエヨースケ名義で、1stミニ・アルバム『THE POPS』をタワーレコード各店舗限定でリリース。9月14日より全国のCDショップでの流通を開始。以後、サカノウエヨースケ名義で活動している。
2012年6月20日には3rdアルバム『AND』をリリース。タワーレコードイオンレイクタウン店を皮切りに全国9カ所でのインストアライブツアーを敢行。9月23日、阪急西宮ガーデンズでのフリーライブにてファイナルを迎える。
2014年9月24日には4thアルバム『ニュータウン』をリリース。リードトラック「ニュータウン」のMVには鉄拳が出演した。
2015年1月28日には俳優・米原幸佑とのユニットヨースケコースケとして1stアルバム『IT'S MY WORLD』をリリース。

## エピソード
音楽を始めたきっかけは、中学校の音楽室に置かれていたアコースティック・ギター。中学時代にシャ乱Qの『ズルい女』に衝撃を受け歌い始めた。
高校時代は県下で有数の進学校に通いながら、MIS HEAVENというバンドに所属し、当時人気があったシャ乱Qが主宰していたすっぽんファミリーに参加。神戸のライブハウスを中心に大阪城公園ストリート（通称：城天）などで活動（SPIRAL SPIDERSの現ギタリストであるPAGEも加入していた）。
高校時代、『ワイドABCDE〜す』（ABCテレビ）で亀山房代が担当していた「亀ちゃんの駅前情報局」放送中に野次馬から飛び出し「すっぽんファミリー最高!」と叫び乱入。その直後、現場の警備員に追いかけられ逃げまわった経緯がある。
趣味はテニスであり、高校時代には県大会で準優勝したこともある。
東京・下北沢の40畳もあるドライフラワーの保管倉庫に住んでいた。
バンド時代には、機材車としてバンドマンらしからぬ大きなアメ車を使用していた。
ヘルパー2級を取得し障害者への支援活動なども行っている。
お笑いコンビ「ボルトボルズ」の河口哲は小・中学時代の同級生に当たる。

## ディスコグラフィ

### シングル
|     | 発売日         | タイトル                                 | 楽曲制作                                                                  | 最高位 |
| --- | -------------- | ---------------------------------------- | ------------------------------------------------------------------------- | ------ |
| 1st | 2000年11月22日 | SUPER DRIVE                              | 作詞：サカノウエヨースケ 作曲：サカノウエヨースケ&浅倉大介 編曲：浅倉大介 | 63位   |
| 2nd | 2001年3月14日  | 春風〜金色の匂いが僕らをつつんだ日曜日〜 | 作詞：サカノウエヨースケ 作曲：サカノウエヨースケ 編曲：浅倉大介          | 65位   |
| 3rd | 2001年7月18日  | ジョバンニ                               | 作詞：サカノウエヨースケ 作曲：サカノウエヨースケ 編曲：浅倉大介          | 49位   |
| 4th | 2001年10月24日 | ラベンダー                               | 作詞：サカノウエヨースケ 作曲：サカノウエヨースケ 編曲：浅倉大介          | 70位   |
| 5th | 2002年5月22日  | 恋のサバイバルナイトフィーバー           | 作詞：サカノウエヨースケ 作曲：サカノウエヨースケ 編曲：E's arm           | 53位   |
| 6th | 2002年10月9日  | ランプシェード                           | 作詞：サカノウエヨースケ 作曲：サカノウエヨースケ 編曲：CHOKKAKU          | 53位   |

### デジタル・シングル
|     | 発売日         | タイトル                                          | 楽曲制作                                          |
| --- | -------------- | ------------------------------------------------- | ------------------------------------------------- |
| 1st | 2012年4月18日  | ダレトモ                                          | 作詞：サカノウエヨースケ 作曲：サカノウエヨースケ |
| 2nd | 2020年7月8日   | 君だけ/WANT YOU BACK                              | 作詞：サカノウエヨースケ 作曲：サカノウエヨースケ |
| 3rd | 2020年9月16日  | DAWN OF THE SOUL/ほんとはね                       | 作詞：DAKEN 作曲：DAKEN                           |
| 4th | 2020年11月25日 | Say!ハローハローハロー/アカイミツボシ/I♡BOB DYLAN | 作詞：サカノウエヨースケ 作曲：サカノウエヨースケ |
| 5th | 2021年9月8日   | TOKYO/NEW HOPE                                    |                                                   |
| 6th | 2023年5月27日  | Congratulation                                    |                                                   |
| 7th | 2023年7月5日   | 陽炎                                              |                                                   |

### コラボレーション・デジタル・シングル
|     | 発売日       | タイトル | 楽曲制作                                  |
| --- | ------------ | -------- | ----------------------------------------- |
| 1st | 2018年7月7日 | BLACK    | 作詞：Takuya IDE 作曲：サカノウエヨースケ |

### DVD
- THE NIGHT（尾崎豊トリビュートDVD。「坂上庸介」名義で収録）

### 参加作品
- "GREEN" A TRIBUTE TO YUTAKA OZAKI（2004年3月24日）
1.禁猟区
- イズミカワソラトリビユートアルバム「タイムカプセル」（2018年2月14日）
5.tu-la-la（サカノウエヨースケ & SPIRAL SPIDERS）

## タイアップ
| 楽曲                           | タイアップ                                              |
| ------------------------------ | ------------------------------------------------------- |
| SUPER DRIVE                    | WOWOWアニメ『グラビテーション』オープニングテーマ       |
| ジョバンニ                     | テレビ朝日系『Matthew's Best Hit TV』エンディングテーマ |
| ラベンダー                     | テレビ朝日系『Matthew's Best Hit TV』エンディングテーマ |
| 恋のサバイバルナイトフィーバー | フジテレビ系『ジャンクSPORTS』エンディングテーマ        |
| ランプシェード                 | テレビ東京系『ハマラジャ』オープニングテーマ            |

## 楽曲提供
2010年
| 発売日  | アーティスト | タイトル                   | 関わり         | 収録CD                           |
| 9月15日 | ヒガリノ     | コミュニケーションワールド | 作詞           | Sg「コミュニケーションワールド」 |
| 9月15日 | ヒガリノ     | SUPER DRIVE                | 作詞/作曲/編曲 | Sg「コミュニケーションワールド」 |

2011年
| 発売日   | アーティスト | タイトル             | 関わり    | 収録CD                     |
| 12月28日 | 吉川友       | こんな私でよかったら | 作詞/作曲 | Sg「こんな私でよかったら」 |

2013年
| 発売日   | アーティスト        | タイトル                     | 関わり         | 収録CD                                    |
| 4月24日  | 吉川友              | ずっとずっとずっと君がスキだ | 作詞/作曲/編曲 | Al「Two YOU」                             |
| 4月24日  | 吉川友              | TO BE…                       | 作詞/作曲      | Al「Two YOU」                             |
| 10月16日 | Doll☆Elements       | スーパー×2 ビューティフォー  | 作詞/作曲/編曲 | Sg「君のコト守りたい!」                   |
| 10月23日 | Trefle              | キズナの物語                 | 作詞/作曲/編曲 | Al「Trefle「アニソン神曲 + チェンクロ」」 |
| 12月29日 | 川上莉央 & 立花理香 | STAY TUNE!                   | 作曲/編曲      | 「アニアモ!」テーマCD                     |
| 12月29日 | 川上莉央 & 立花理香 | もう一度                     | 作詞/作曲/編曲 | 「アニアモ!」テーマCD                     |

2014年
| 発売日   | アーティスト        | タイトル                   | 関わり         | 収録CD                                              |
| 4月2日   | Doll☆Elements       | BABY BABY                  | 作詞/作曲/編曲 | Sg「君のトナリで踊りたい!」                         |
| 8月15日  | 逢坂良太 & 花江夏樹 | 友情レボリューション       | 作詞/作曲/編曲 | 「逢坂市立花江学園」テーマソングCD                  |
| 8月15日  | 逢坂良太 & 花江夏樹 | アフタースクール           | 作詞/作曲/編曲 | 「逢坂市立花江学園」テーマソングCD                  |
| 8月20日  | sendai☆syrup        | 愛と呼ぶらしい             | 作詞/作曲      | Sg「愛と呼ぶらしい」                                |
| 8月20日  | sendai☆syrup        | タラレバリロード           | 作詞/作曲      | Sg「愛と呼ぶらしい」                                |
| 10月1日  | Doll☆Elements       | それだけできっと幸せ       | 作詞/作曲/編曲 | Al「私たちいつでも君の味方だよ Doll☆Elementsです!」 |
| 10月1日  | Doll☆Elements       | Let's get love             | 作詞/作曲/編曲 | Al「私たちいつでも君の味方だよ Doll☆Elementsです!」 |
| 10月1日  | Doll☆Elements       | 信じるって決めたはずなのに | 作詞/作曲/編曲 | Al「私たちいつでも君の味方だよ Doll☆Elementsです!」 |
| 10月1日  | Doll☆Elements       | 大好きだから               | 作詞/作曲/編曲 | Al「私たちいつでも君の味方だよ Doll☆Elementsです!」 |
| 10月1日  | Doll☆Elements       | 君は100点                  | 作詞/作曲/編曲 | Al「私たちいつでも君の味方だよ Doll☆Elementsです!」 |
| 10月29日 | 吉川友              | 「すき」の数え方           | 作詞/作曲      | Sg「甘いメロディー/すきの数え方」                   |

2015年
| 発売日  | アーティスト    | タイトル              | 関わり         | 収録CD                                                    |
| 1月7日  | Doll☆Elements   | NEW BEGINNING         | 作詞/作曲      | Sg「君に桜ヒラリと舞う」                                  |
| 1月9日  | 久保ユリカ      | 胃が痛いんだなぁ。    | 作曲/編曲      | 「久保ユリカが1人しゃべりなんて胃が痛い。」テーマソングCD |
| 1月9日  | 久保ユリカ      | 私の言葉              | 作曲/編曲      | 「久保ユリカが1人しゃべりなんて胃が痛い。」テーマソングCD |
| 3月22日 | 青木瑠璃子 & 葵 | AO進化論              | 作詞/作曲/編曲 | 「瑠璃子・葵のAO進化論」テーマソングCD                    |
| 3月22日 | 青木瑠璃子 & 葵 | ALWAYS                | 作詞/作曲/編曲 | 「瑠璃子・葵のAO進化論」テーマソングCD                    |
| 4月6日  | sendai☆syrup    | overture              | 作曲/編曲      | Al「シロップ☆syrup」                                      |
| 4月6日  | sendai☆syrup    | 君はシェイクスピア!!  | 作詞/作曲/編曲 | Al「シロップ☆syrup」                                      |
| 4月6日  | sendai☆syrup    | いつかはシャバダバ!!  | 作詞/作曲/編曲 | Al「シロップ☆syrup」                                      |
| 4月6日  | sendai☆syrup    | せつなさを抱いて飛べ  | 作詞/作曲/編曲 | Al「シロップ☆syrup」                                      |
| 4月6日  | sendai☆syrup    | 君の背中              | 作詞/作曲/編曲 | Al「シロップ☆syrup」                                      |
| 8月19日 | Doll☆Elements   | MAKE UP               | 作詞/作曲      | Sg「君のオモイ届けたい」                                  |
| 11月8日 | minAmin         | スウィートをキャッチ♡ | 作詞/作曲/編曲 | Sg「スウィートをキャッチ♡ / ミナミノカケラ☆」             |

2016年
| 発売日 | アーティスト    | タイトル       | 関わり         | 収録CD             |
| 6月1日 | ときめき♡宣伝部 | レモンジュース | 作詞/作曲/編曲 | Sg「むてきのうた」 |

2017年
| 発売日  | アーティスト            | タイトル     | 関わり         | 収録CD                                                                  |
| 3月29日 | 八神太一（cv.花江夏樹） | 永遠のパズル | 作詞/作曲/編曲 | Al「映画 デジモンアドベンチャーtri. キャラソンCD 選ばれし子どもたち編」 |
| 3月29日 | ピヨモン（cv.重松花鳥） | ハートを探せ | 作詞           | Al「映画 デジモンアドベンチャーtri. キャラソンCD デジモン編」           |
| 5月10日 | 久保ユリカ              | Everyday胃痛 | 作曲/編曲      | Al「すべてが大切な出会い」                                              |

2018年
| 発売日   | アーティスト    | タイトル                            | 関わり         | 収録CD                                                                                     |
| 4月11日  | ときめき♡宣伝部 | 遠くであがる花火 二人ならんで見てた | 作詞/作曲/編曲 | Al「ときおとめ」                                                                           |
| 4月25日  | FLOWLIGHT       | 春夏秋冬                            | 作詞/作曲/編曲 | Sg「自画自賛歌」                                                                           |
| 5月30日  | FLOWLIGHT       | Mr Darling                          | 作詞/作曲/編曲 | Sg「十代白書」                                                                             |
| 9月5日   | 小島瑠那        | 小さなしあわせ                      | 作詞/作曲      | mini Al「The moon」                                                                        |
| 11月14日 | Mia REGINA      | 純正エロティック                    | 作曲           | Sg「純正エロティック」TVアニメ『閃乱カグラ SHINOVI MASTER -東京妖魔篇-』エンディング主題歌 |
| 12月26日 | FLOWLIGHT       | 北風と太陽                          | 作詞/作曲/編曲 | Sg「北風と太陽」                                                                           |
| 12月30日 | 久保ユリカ      | どすこいパイナポー                  | 作曲/編曲      | Sg「久保ユリカが1人しゃべりなんて胃が痛い。」テーマソングCD                                |
| 12月30日 | 久保ユリカ      | IT'S A SMILE FOR YOU                | 作曲/編曲      | Sg「久保ユリカが1人しゃべりなんて胃が痛い。」テーマソングCD                                |

2020年
| 発売日   | アーティスト                          | タイトル              | 関わり                      | 収録CD                                                    |
| 3月25日  | The sky's the limit                   | 青く遠く              | 作詞/作曲/編曲/プロデュース | Sg「The sky's the limit 」                                |
| 3月25日  | The sky's the limit                   | LIFE IS A JOURNEY     | 作詞/作曲/編曲/プロデュース | Sg「The sky's the limit 」                                |
| 7月7日   | キューイチロー 西川文野 松浦愛弓      | キューイチロー音頭    | 作詞/作曲/編曲/プロデュース | Sg「超!A&G+」「キューイチローと遊ぼう」テーマソングCD     |
| 9月6日   | 花鋏キョウ                            | COSMIC FLOWER         | 作詞/作曲/編曲/プロデュース | 「東京タワー花火大会XRテーマソング」」                    |
| 11月1日  | ShotgunRose（AZKi 水科葵 鈴鳴すばる） | Million stars for you | 作詞/作曲/編曲              | Sg「すばるあずきみずしーの3コードミラクル」テーマソングCD |
| 11月1日  | ShotgunRose（AZKi 水科葵 鈴鳴すばる） | Devil&Angel           | 作詞/作曲/編曲              | Sg「すばるあずきみずしーの3コードミラクル」テーマソングCD |
| 12月9日  | ヨースケコースケヨースケ              | Welcome to ラブロバ   | 作詞/作曲/編曲/プロデュース | 舞台「苦闘のラブリーロバー2020主題歌」                    |
| 12月10日 | 吉川友                                | TABOO                 | 作詞/作曲                   | 配信Sg「TABOO」                                           |

2021年
| 発売日  | アーティスト                          | タイトル             | 関わり         | 収録CD                                 |
| 2月7日  | BUZZHOLIC（もこ田めめめ ヨメミ）      | TIPPA                | 作詞/作曲/編曲 | Sg「バズってないじゃん」テーマソングCD |
| 2月7日  | BUZZHOLIC（もこ田めめめ ヨメミ）      | LOVIN'YOU            | 作詞/作曲/編曲 | Sg「バズってないじゃん」テーマソングCD |
| 3月14日 | リゼるる（リゼ・ヘルエスタ 鈴原るる） | あと1秒で            | 作詞/作曲/編曲 | Sg「リゼるるListen」テーマソングCD     |
| 3月14日 | リゼるる（リゼ・ヘルエスタ 鈴原るる） | 愛がなくちゃ         | 作詞/作曲/編曲 | Sg「リゼるるListen」テーマソングCD     |
| 5月29日 | AKIARIM                               | カウンターアクション | 作詞/作曲/編曲 | 配信Sg「カウンターアクション」         |
| 8月6日  | 有馬元気                              | 今日もあなたの為に   | 編曲           | Al「あなたの為だけに綴ったメロディ」   |
| 8月6日  | 有馬元気                              | タイムリミット       | 編曲           | Al「あなたの為だけに綴ったメロディ」   |
| 8月18日 | あっとくん                            | ヴェスパー           | 作詞/作曲/編曲 | Sg「寂寞」                             |

2022年
| 発売日  | アーティスト         | タイトル                 | 関わり         | 収録CD                                            |
| 1月19日 | あっとくん           | うそだろ!?               | 作詞/作曲/編曲 | Sg「ドープ」                                      |
| 1月19日 | あっとくん           | イノセンス               | 作詞/作曲/編曲 | Sg「ドープ」                                      |
| 2月2日  | 崎山つばさ           | ( i + i )                | 作曲/編曲      | 配信Sg TVドラマ「パティシエさんとお嬢さん」主題歌 |
| 4月6日  | 水樹奈々             | ダブルシャッフル         | 作曲           | 配信Sg TVアニメ「トモダチゲーム」主題歌           |
| 5月10日 | 泡沫のクロワジエール | I Still you...           | 作曲           | Sg「I Still You...」                              |
| 6月29日 | SIPP                 | LONELY HONEY BEE         | 作詞/作曲/編曲 | 配信Sg「LONELY HONEY BEE」                        |
| 6月29日 | AKIARIM              | ガムシャラカーテンコール | 作曲/編曲      | 配信AL M-9収録「ALL is well」                     |

2023年
| 発売日   | アーティスト                         | タイトル          | 関わり         | 収録CD                                           |
| 6月15日  | 俺たちブラック企業: feat.nem仔       | バズりたいもん    | 作曲/編曲      | 配信Sg TV番組「バズるもん作るもん」テーマソング  |
| 8月6日   | ガンバレルーヤよしこ with たんぱつ。 | Brand New My Soul | 作詞/作曲/編曲 | 配信Sg 映画「政見放送」主題歌                    |
| 10月1日  | 水樹奈々                             | Sugar Doughnuts   | 作曲           | 配信Sg TVアニメ「でこぼこ魔女の親子事情」主題歌  |
| 10月8日  | にっぽんワチャチャ                   | 推しがイチバン☆   | 作詞/作曲/編曲 | 配信Sg                                           |
| 11月29日 | AKIARIM                              | ROLLING DARMA     | 作詞/作曲/編曲 | 配信Sg                                           |
| 12月24日 | 水樹奈々                             | Turn the World    | 作曲           | 配信Sg TVアニメ「シャーマンキングFLOWERS」主題歌 |

2024年
| 発売日   | アーティスト          | タイトル          | 関わり         | 収録CD                                                       |
| 2月24日  | SWEET CHERRY PEPPER'S | SUPER SHINY DRIVE | 作詞/作曲/編曲 | 配信Sg                                                       |
| 12月15日 | にっぽんワチャチャ    | ハミダシチャイナ  | 作詞/作曲      | Al「Whatcha gonna do?-にっぽんワチャチャほぼ未発表アルバム」 |
| 12月15日 | にっぽんワチャチャ    | 花形宣言          | 作詞/作曲/編曲 | Al「Whatcha gonna do?-にっぽんワチャチャほぼ未発表アルバム」 |

2025年
| 発売日 | アーティスト   | タイトル     | 関わり | 収録CD |
| 6月6日 | 莉犬(すとぷり) | リバースデイ | 作曲   | 配信Sg |

## メディアでの楽曲制作
テレビ
- 音エモン（オープニングテーマ曲 2012年7月-関西テレビ）
- わくわくアリオ橋本ステーション（オープニングテーマ曲 2013年4月-<番組レギュラーMC>（共演者：長谷川愛）、J:COM）
- KTV NEWS Pick Up（天気予報サウンドロゴ 2014年4月-現在、関西テレビ）
- めざましテレビ（近畿エリア天気予報サウンドロゴ 2014年4月-現在、フジテレビ関西テレビ）
- NMBとまなぶくん（コーナージングル 2015年4月-フジテレビ関西テレビ）
- バズるもん作るもん（番組テーマソング 2022年10月-現在、TOKYOMX 東京メトロポリタンテレビビジョン）

ラジオ
- (有)チェリーベル（エンディングテーマ曲 2013年4月-、文化放送超!A&G+）
- (有)チェリーベル（チェリーベル大株主総会～10周年だよ！全員集合！in 渋谷公会堂 ミニアルバム全作曲、編曲<ノーライフの友達井上名義> 2013年4月、文化放送超!A&G+）
- アニスキ!（オープニング、エンディングテーマ曲 2013年4月-9月、文化放送超!A&G+）
- アニアモ!（オープニング、エンディングテーマ曲 2013年10月-現在、文化放送超!A&G+）
- 逢坂市立花江学園（オープニング、エンディングテーマ曲 2014年8月-現在、文化放送超!A&G+）
- 本気!アニラブ（オープニング、エンディングテーマ曲 2014年10月-現在、文化放送超!A&G+）
- 久保ユリカが1人しゃべりなんて胃が痛い（オープニング、エンディングテーマ曲 2015年1月-、文化放送超!A&G+）
- 青木瑠璃子・葵のAO進化論（オープニング、エンディングテーマ曲 2015年4月-、文化放送超!A&G+）
- 八木菜緒のガチ! コスラブ（エンディングテーマ曲 2015年10月-、文化放送超!A&G+）
- Newtype presents金のたまご（オープニング、エンディングテーマ曲 2016年4月-、文化放送超!A&G+）
- 大坪龍矢＆中優一郎のsmall BANG!!（オープニング、エンディングテーマ曲 2019年4月-、文化放送超!A&G+）
- キューイチローと遊ぼう（オープニング曲 2020年4月-、文化放送超!A&G+）
- 近藤雄介と菊地燎のdream DANG‼（オープニング曲、エンディングテーマ曲 2020年4月-、文化放送超!A&G+）
- 星街すいせいのMUSIC SPACE（オープニング曲、2020年4月-、文化放送超!A&G+）
- もこ田めめめとヨメミのバズってないじゃん（オープニング,エンディング曲、2020年4月-、文化放送超!A&G+）
- 花鋏キョウのJUKE BOX（オープニング曲、2020年10月-、文化放送超!A&G+）

CM
- ワイモバイル (旧：ウィルコム沖縄)CM音楽担当 2010年-2017,2021年）
- 佐賀美少女図鑑（性美少女図鑑CM音楽担当 2011年7月-、サガテレビ）
- AEON（「イオンの冬ギフト・お歳暮2014」早得篇 CM歌唱担当（出演者：武井咲）2014年10月-、AEON）
- わかぶな高原スキー場（新潟県わかぶな高原スキー場CM音楽担当 2016年1月-、わかぶな高原スキー場）
- フォーラム情報アカデミー専門学校（フォーラム情報アカデミーCM音楽担当 2016年4月-、フォーラム情報アカデミー専門学校）
- メイプルストーリーM（メイプルストーリーM TVCM「ダンス篇」ナレーション担当 2019年4月-、ネクソン）

ゲーム
- チェインクロニクル（スマホゲーム「チェインクロニクル」主題歌 2013年10月-、セガ）

舞台
- ハッシャ・バイ（音楽監督 2016年6月24〜26日大阪 一心寺シアター、6月29日〜7月3日東京 新宿サンモールスタジオ、PUBLIC:GARDEN）
- SANZⅡ（本庄健太郎 役 2018年4月11日〜4月16日東京 博品館劇場、SEPT）
- SORAは青い（音楽監督 2019年2月6日〜2月10日東京 博品館劇場、アプル）
- 音楽朗読パレード（音楽監督 2022年9月7日〜9月11日、2023年8月23日〜8月27日東京 劇場HOPE、2023年9月15日〜17日大阪 一心寺シアター倶楽、2024年10月16日〜20日東京 上野ストアハウス、E-Stagetopia）
- トランスミラー（音楽監督 2024年12月25日〜12月29日東京 新宿村LIVE、E-Stagetopia）
- DIAMOND☆DOGS/『White Valentine Show/connect』（楽曲提供 2025年3月26日〜3月30日東京 博品館劇場、MGH）

映画
- キリング・カリキュラム 〜人狼処刑ゲーム序章〜（映画「キリング・カリキュラム 人狼処刑ゲーム序章〜」劇伴、音楽監督担当 2015年8月、Brilliant Star Films Artist）
- フラクタル,Blue（映画「フラクタル,Blue」劇伴、音楽監督担当 2016年8月、Alice Films collection）
- 時には昔の話を/森山周一郎 声優と呼ばれた俳優 （映画「 時には昔の話を/森山周一郎 声優と呼ばれた俳優」劇伴、音楽監督担当 2022年11月、ベルシネ•タレント・エージェンシー）

LIVE SUPPORT
- 文化放送 ライオンズナイタースペシャル 音楽で日本をアゲる（ライブサポート,楽曲プロデュース 2020年6月17日 パーソナリティ/ 星街すいせい、もこ田めめめ、花鋏キョウ/ 文化放送）
- 東京タワー花火大会XR 〜COSMIC FLOWER〜（ライブサポート,楽曲プロデュース、2020年9月6日 パーソナリティ/ 星街すいせい、もこ田めめめ、花鋏キョウ/ 文化放送）
- MUSIC PLANET SuperLive 2023（ライブサポート,楽曲提供 2023年2月20日 東京 Zepp Haneda、2023年7月16日 茨城 Lucky Fes'23  /apra）
- MUSIC PLANET SuperLive 2024 1st tour（ライブサポート,楽曲提供 2024年1月6日 東京 神田明神ホール、3月10日 福岡 BEATSTATION、3月17日 札幌 SPiCE、4月14日 名古屋 インターナショナルレジェンドホール、5月4日 大阪 なんばHATCH、7月19日 大阪 BIGCAT、8月11日東京 恵比寿リキッドルーム、11月10日東京 恵比寿リキッドルーム / apra）